# DX-Ball
DX-ball è un videogioco freeware sviluppato da Michael P. Welch e Seumas McNally per Microsoft Windows nel 1996. È giunto alla versione 1.09 nel dicembre 1998. Presenta 50 livelli, e lo stile è basato su Megaball, serie di giochi per Amiga erede di Ball creato da Ed e Al Mackey, a sua volta ispirato al famoso Breakout. È stato pubblicato anche un editor di livelli, anch'esso disponibile e scaricabile gratuitamente.
Il titolo ha avuto tre seguiti: DX-Ball 2 (1998), Rival Ball (2001) e Super DX-Ball (2004), nessuno dei quali freeware come il primo.